# Collegium Invisibile

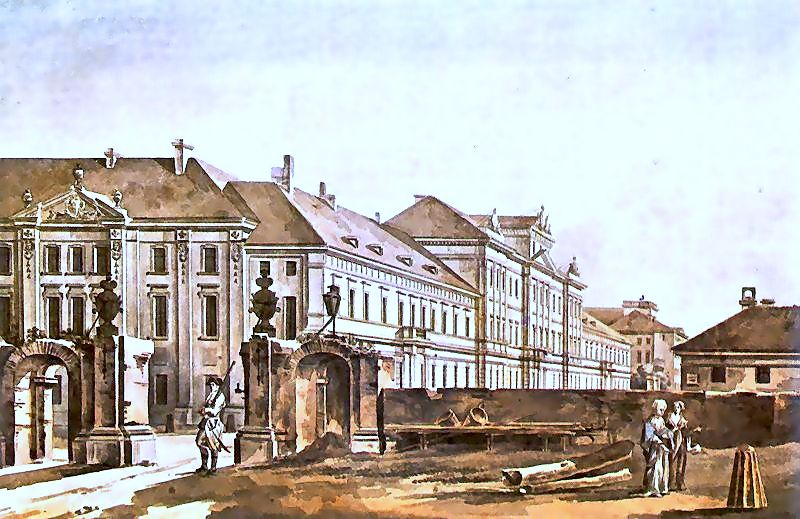
Collegium Invisibile đề cập đến truyền thống của Collegium Nobilium thế kỷ 18 được điều hành bởi những người Piarist ở Warsaw

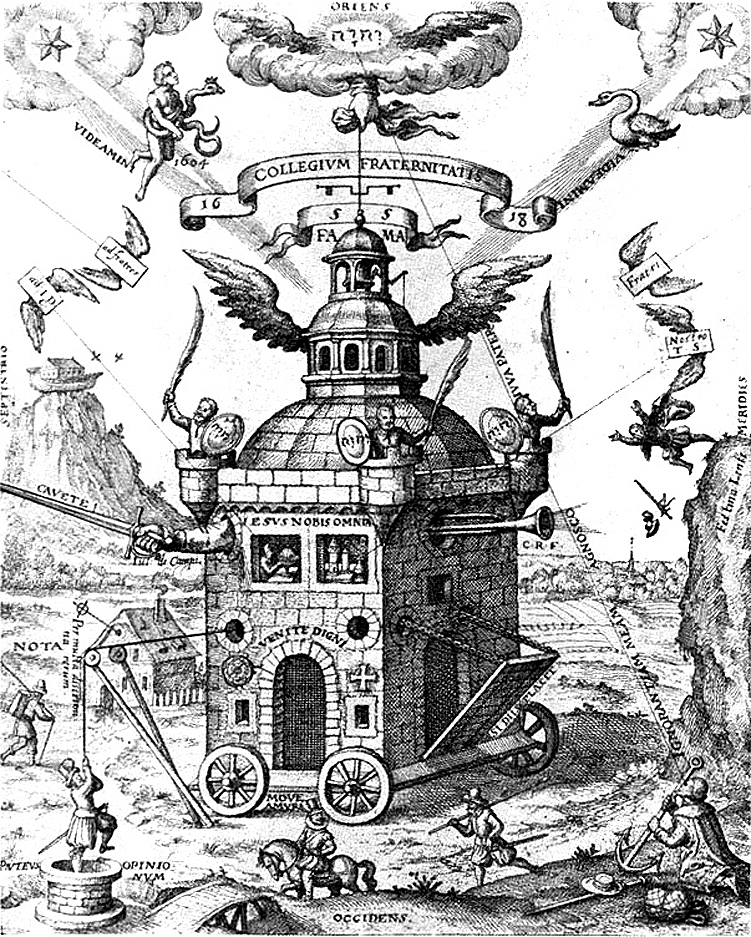
Trường cao đẳng vô hình tiếng Anh thế kỷ 17

Collegium Invisibile là một học viện xã hội được thành lập năm 1995 tại Warsaw, liên kết các sinh viên Ba Lan xuất sắc trong ngành nhân văn và khoa học với các học giả xuất sắc theo ý tưởng về một nền giáo dục tự do. Hiệp hội nhằm mục đích cung cấp cho các học giả trẻ cơ hội tham gia vào các dự án nghiên cứu ban đầu cũng như hợp tác cá nhân sinh viên độc quyền thông qua hệ thống hướng dẫn dựa trên các phương pháp được sử dụng tại các trường đại học Oxbridge.
Collegium bắt nguồn từ truyền thống của Collegium Nobilium vào thế kỷ thứ mười tám, một trường trung học ưu tú được thành lập năm 1740, một trong những tiền thân của Đại học Warsaw. Theo truyền thống, hiệu trưởng của trường đại học là cựu chủ tịch của hội đồng khoa học của trường đại học.
Mỗi năm, khoảng hai mươi sinh viên Ba Lan đã thành công trong việc vượt qua một kì thi và thủ tục nhập học nghiêm ngặt được cấp tư cách thành viên của Collegium và do đó nhận được một cơ hội để đi theo con đường nghiên cứu học thuật được lựa chọn riêng.

## Gia sư
Sinh viên chọn học giả mà họ muốn hợp tác. Các học giả sau đó được mời trở thành đồng nghiệp của trường đại học.

### Nghiên cứu sinh[5]
- Jan Błoński
- Leszek Balcerowicz
- Bronisław Geremek
- Aleksander Gieysztor
- Hanna Gronkiewicz-Waltz
- Jerzy Kłoczowski
- Monika Kostera
- Andrzej Koźmiński
- Ryszard Legutko
- Philippe Lejeune
- Andrzej Olechowski
- Zbigniew Pełczyński
- Wojciech Roszkowski
- Marek Safjan
- Marek Siemek
- Paweł Śpiewak
- Józef Tischner